# Болошкевич, Екатерина Ивановна
Екатери́на Ива́новна Болошке́вич (19 мая 1939 год, село Глубочица) — ткачиха Житомирского льнокомбината имени 60-летия Великой Октябрьской социалистической революции. Герой Социалистического Труда (1977). Депутат Верховного Совета УССР 9 созыва.

## Биография
Родилась 19 мая 1939 года в крестьянской семье в селе Глубочица (сегодня — Житомирский район Житомирской области). Окончила среднюю школу.
С 1957 года работала на Житомирском мясокомбинате. В 1959 году участвовала в строительстве Житомирского льнокомбината, на котором впоследствии работала ткачихой с 1959 года. В 1967 году вступила в КПСС. С 1976 по 1981 год была членом Ревизионной комиссии КПУ.
Избиралась депутатом Верховного Совета УССР 9 созыва и делегатом XXIV и XXV съездов КПСС.
За время девятой пятилетки (1971—1975) выдала 6798000 погонных метров ткани, выполнив планы двух пятилеток. В 1977 году удостоена звания Героя Социалистического Труда «за выдающиеся успехи в выполнении плана на 1976 год и принятых социалистических обязательств, достижение наивысшей в отрасли производительности труда, личный вклад в увеличение выпуска высококачественных товаров народного потребления, большую творческую работу по коммунистическому воспитанию и профессиональной подготовке молодых рабочих».

## Награды
- Герой Социалистического Труда — указом Президиума Верховного Совета СССР от 12 мая 1977 года
- Орден Ленина (дважды)
- Орден Трудового Красного Знамени
- Лучший работник лёгкой промышленности СССР[1]